# Gilles Chabenat
Gilles Chabenat est un musicien français, vielleur contemporain, né le 4 octobre 1963 à Lignières (Cher).

## Biographie
Entré aux Thiaulins de Lignières, groupe fondé par Roger Péarron au château du Plaix (Cher), Gilles Chabenat est issu du milieu traditionnel de la vielle à roue. Après une première consécration avec son album 
Bleu nuit en 1988 et des compositions acoustiques devenues désormais des standards (Organdi, La grand'bête), Chabenat se dirige vers l'exploration de la vielle électroacoustique, influencé par les recherches de Valentin Clastrier. Avide de nouveaux sons et de nouvelles techniques (De l'eau et des amandes, 1995; Mouvement Clos, 2001; Traité des songes, 2004), il recherche principalement le mélange des instruments et des univers musicaux.
Il joue dans l'album Comme ils l'imaginent de Véronique Sanson, et Chansons pour les pieds de Jean-Jacques Goldman.

## Discographie
- Les écoliers de Saint-Genest (1983)
- Bleu nuit (1988, Ocora C 559046) (OCLC 19416873)
- Noi (1993) avec I Muvrini
- Curagiu (1995) avec I Muvrini
- De l'eau et des amandes (1995) avec Frédéric Paris
- Leia (1998) avec I Muvrini
- Ilmatar (2000) avec Värttinä
- Mouvement Clos (2001)
- Falling Tree (2001) avec Didier Francois
- Traité des songes (2002) avec Edouard Papazian
- Trame (2004) avec Alain Bonnin
- Entre chien et loup (2004)
- L'Arrosoit & Le Mirliton (2005) avec l'ensemble de Jean-Marc Padovani
- Live en Flandre (2005 - Wild Boar Music - WBM 21010) avec Frédéric Paris, Wim Claeys et Maarten Decombel
- Tour à tour (2006) avec Patrick Bouffard
- La Charmeuse de Serpents (2006) avec l'ensemble d'Eric Montbel
- Nohant (2006) avec les Thiaulins de Lignières .
- Dans l'oubli du sommeil (2007) avec Didier François
- Adieu les filles – Apollo, trio instrumental ; Géraldine Keller, chant (janvier 2007, ARFI AM041) (OCLC 495311679)
- Trame Trio – avec Alain Bonnin, Roger Biwandou et Catherine Paris (avril 2008, Buda music 3017907) (OCLC 658740570)
- La fontaine troublée (2011) avec Évelyne Girardon, Soig Sibéril, Norbert Pignol, Estelle Amsellem, Richard Monségu, Soraya Mahdaoui, Cécile Bach et Marion Soulette.